# Il giorno più bello (film)
Il giorno più bello è un film italiano del 2016 diretto da Vito Palmieri. È il primo film sulle nozze omosessuali in Italia.

## Trama
Andrea e Filippo si amano e stanno insieme da molti anni, per questo Andrea pensa che sia giunto il momento di sposarsi e fa registrare al comune una richiesta con il proprio nome, come fosse quello di una donna: la signora Andrea Viglione. Essere unito civilmente con Filippo a lui non basta, vuole il matrimonio. Non sa, però, che molte questioni dovranno essere risolte prima di quel giorno. Innanzitutto, Filippo non trova il coraggio di dire che è gay a suo padre e a suo nonno, due affermati notai della provincia pugliese. Per questo finge di sposare Amanda, una sua amica che si presta all’inganno per aiutarlo. Ma Filippo non è l’unico a non aver il coraggio di dire la verità in famiglia. Anche Anna, la madre di Andrea, che, ancora minorenne, si è rifatta una vita negli Stati Uniti, lasciando il figlio alle cure degli zii Peppino e Luisa, non riesce a dire a suo marito Anthony e a suo figlio Jimmy che Andrea è gay. Soprattutto perché Anthony è candidato a governatore del Kansas per i conservatori e suo figlio Jimmy, pur essendo ancora un bambino, è già un talentuoso predicatore evangelico di rigidi principi.

## Produzione
Le riprese del film sono durate 6 settimane.